# Viklers
Viklers (flertal, afl. af vikkel) er smalle lærredsstrimler, der vikles om den nederste del af buksebenet for at beskytte mod mudder. Viklers var udbredt blandt soldater i 1. verdenskrigs mudderhelvede. Viklers er fattigmands-gamacher.
Heste kan også udstyres med viklers.
Udtrykket "I bar røv og viklers" betyder ydmyget og latterliggjort – klædt af til skindet